# Nadežda Vasil'evna Popova
Nadežda Vasil'evna Popova (in russo Наде́жда Васи́льевна Попо́ва?, in ucraino Надія Василівна Попова?; Šabanovka, 17 dicembre 1921 – Mosca, 8 luglio 2013) è stata una militare sovietica, comandante di squadriglia del 46º Reggimento bombardamento leggero notturno delle guardie "Taman'" durante la seconda guerra mondiale.
Ottenne una notevole notorietà dopo aver completato 18 sortite in una sola notte con la navigatrice Ekaterina Rjabova. Fu insignita del titolo di Eroe dell'Unione Sovietica il 23 febbraio 1945 per aver completato 737 sortite, è apparsa sulla copertina della Komsomol'skaja Pravda e in molte altre importanti pubblicazioni sovietiche durante la guerra.

## Biografia
Nacque a Shabanovka il 17 dicembre 1921, figlia di un ferroviere. Da adolescente amava la musica, il canto e la danza, partecipò a spettacoli amatoriali e musical, sperando di diventare attrice o medico prima di entrare nell'aviazione. Il settimanale The Economist la definì uno "spirito selvaggio, che si annoiava facilmente; amava ballare il tango, il foxtrot, cantare a ritmo jazz. La faceva sentire libera".
All'età di 15 anni si iscrisse a una scuola di volo senza dirlo ai genitori. "Camminando verso un aereo, ogni volta le veniva un nodo allo stomaco; ogni volta che decollava, si emozionava di nuovo". Nel 1937, all'età di sedici anni, effettuò il suo primo lancio con il paracadute e il suo primo volo in solitaria; nonostante l'opposizione dei genitori, la sua perseveranza le consentì di ottenere il brevetto di volo.
Inizialmente fu respinta come allieva dalla scuola piloti, ma dopo la raccomandazione di Polina Osipenko, ispettore dell'aviazione del distretto militare di Mosca, le fu permesso di iscriversi alla scuola di volo di Cherson, diplomandosi all'età di diciotto anni e diventando istruttrice di volo.

## Seconda guerra mondiale

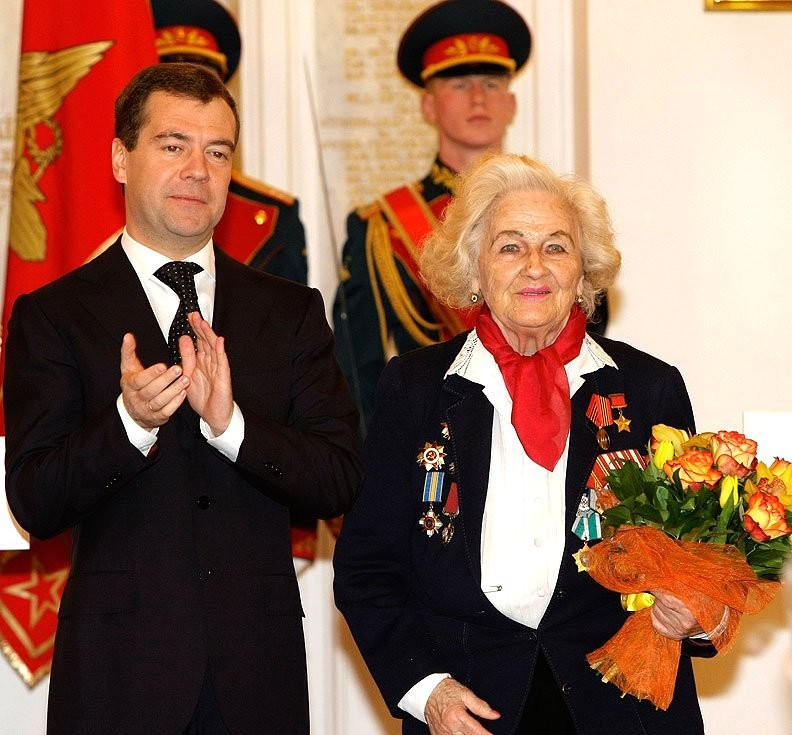
Nadežda Popova con il presidente russo Medvedev nel 2009.

Si offrì volontaria come pilota militare, inizialmente il governo le impedì di combattere. Nell'ottobre 1941, Stalin cedette alle pressioni di Marina Raskova e permise la creazione di tre reggimenti di aviazione femminile.
Popova, il cui fratello Leonid era già stato ucciso sul fronte nel 1941 e la cui casa era stata occupata dalle truppe tedesche, fu inviata da Marina Raskova a Engels per unirsi ad altre donne addestrate come piloti. Si unì quindi al 588º Reggimento bombardamento notturno, volando con il biplano Polikarpov Po-2. Il reggimento operò con sortite di combattimento esclusivamente notturne perché gli aerei, che non erano dotati di cannoni, radio, radar o paracadute, prendevano fuoco facilmente se colpiti dai proiettili.
Il 10 marzo 1942, durante una missione di addestramento, la Popova era alla guida della formazione quando due aerei si persero in una forte bufera di neve e precipitarono, uccidendo gli equipaggi. Terminato l'addestramento, fu inviata a combattere nella regione di Donetsk. I tedeschi chiamavano il reggimento Nachthexen (in italiano: Streghe della Notte) "perché il rumore del fruscio che facevano i loro aerei di compensato e tela ricordava ai tedeschi il suono della scopa di una strega".
Il 2 agosto 1942, mentre era in missione di ricognizione diurna, fu attaccata dai caccia della Luftwaffe e costretta a un atterraggio di emergenza nei pressi di Čerkessk. Cercando di tornare nella sua unità, si unì a una colonna motorizzata e tra i feriti incontrò il suo futuro marito, il pilota di caccia Semën Charlamov, che stava leggendo il romanzo Il placido Don.
In seguito volò in una missione di soccorso sotto il fuoco nemico sopra Novorossijsk, sganciando cibo, acqua e forniture mediche per le forze intrappolate a Malaja Zemlja, senza quasi farcela, e infatti, al rientro, trovò il suo aereo crivellato di proiettili.
Mentre le forze dell'Asse iniziavano la loro ritirata, l'unità della Popova seguì il fronte attraverso la Bielorussia e la Polonia, entrando infine in Germania. Fu in Polonia che raggiunse il suo record personale di 18 sortite in una notte: complessivamente completò 852 sortite in guerra.

## Nel dopoguerra
Il 46º Reggimento bombardamento leggero notturno delle guardie "Taman'" fu sciolto nell'ottobre 1945 e la Popova tornò nella sua città con un'accoglienza da eroe, con tanto di banda musicale e fiori gettati sulla sua auto. Fu accompagnata al teatro, dove l'attendevano 2.000 persone, tra cui uno dei marines che aveva aiutato in Malaja Zemlja.
Si sposò subito dopo la guerra; il marito raggiunse il grado di colonnello generale dell'aeronautica sovietica, il figlio Aleksandr si laureò all'Accademia aeronautica e lei lavorò come istruttrice di volo per quasi due decenni. Rimasta vedova nel 1990, morì l'8 luglio 2013 all'età di 91 anni.